# Junkers G 38
O Junkers G.38 foi um avião quadrimotor de transporte de passageiros construído pela Junkers. Apenas dois exemplares foram construídos, e ambos voaram como grande avião de transporte, por toda a Europa, até às vésperas da Segunda Guerra Mundial. Durante a guerra, umas das aeronaves foi usada durante algum tempo pela Luftwaffe, até ser destruída por um ataque inglês.
Durante os anos 30, a licença de design foi concedida à Mitsubishi, que construiu seis aeronaves, numa versão militar de transporte/bombardeiro.
O G 38 tinha uma tripulação de 7 pessoas. Era possível fazer manutenção dos motores durante qualquer voo, devido ao volume da asa permitir que uma pessoa chegasse, por meio de um túnel, a partes do motor dentro da asa.
Na altura em que começou a voar, era a maior aeronave do mundo.